# Eutelesmus simplex
Eutelesmus simplex är en skalbaggsart som beskrevs av Waterhouse 1880. Eutelesmus simplex ingår i släktet Eutelesmus och familjen Cetoniidae. Inga underarter finns listade i Catalogue of Life.